# Lac qui Parle River
Der Lac qui Parle River ist ein 190 km langer Nebenfluss des Minnesota Rivers im Südwesten von Minnesota in den Vereinigten Staaten. Eine Reihe von Zuflüssen des Flusses verlaufen im Osten des benachbarten South Dakota, darunter auch der größte von ihnen, der West Branch Lac qui Parle River. Über den Minnesota River ist der Lac qui Parle River Teil des Einzugsgebietes des Mississippi Rivers und entwässert ein Gebiet von 2994 km² in einer landwirtschaftlich geprägten Region. Etwas mehr als zwei Drittel dieses Einzugsgebietes liegen innerhalb des Bundesstaates Minnesota.

## Name
Der heutige Name Lac qui parle („See, der spricht“) ist eine französische Lehnübersetzung des Sioux-Namens für den Lac qui Parle, einem See, der an der Mündung des Lac qui Parle River am Minnesota River liegt.
Der Dakota-Name des Flusses soll intpa oder inkpa gewesen sein, früher wurde er englisch auch Intpah River genannt. Der auf einer Expedition von Stephen Harriman Long mitreisende Geograph William H. Keating gab den Namen 1823 als Watapan Intapa ‚Fluss am oberen Ende‘ wieder, da für die Dakota der nahe See der Anfang des Minnesota River gelte.

## Geografie
Der Ursprung des Flusses liegt im Lake Hendricks auf der Grenze zwischen den Countys Lincoln und Brookings. Er verlässt den See in Hendricks und fließt als nichtständiger Wasserlauf nordwestwärts durch den Lincoln County auf dem Coteau des Prairies, einer Hochebene, das die Einzugsgebiete des Mississippi Rivers und Missouri Rivers voneinander trennt. Von dort strömt er in den Westen des Yellow Medicine Countys, wo er das Coteau verlässt und binnen 13 km um 76 m an Höhe verliert. Der Fluss setzt seinen Weg nach Nordwesten durch eine flache moränige Ebene fort. In diesem Bereich wachsen Weiden und Pappeln an seinen Ufern. Der Fluss gelangt dann in den Osten der Lac qui Parle County, wo er östlich an Dawson vorbeifließt. Unterhalb des Sees Lac qui Parle im Lac qui Parle State Park mündet der Fluss in den Minnesota River, ungefähr 15 km nordwestlich von Montevideo, nachdem er durch ein bewaldetes Tal geflossen ist, in dessen Sohle er innerhalb von 29 km um 64 m herabgestiegen war.
Der größte Zufluss ist der 89 km lange West Branch Lac qui Parle River, der auf dem Coteau im Osten des Deuel County in South Dakota entspringt und anfänglich nordostwärts fließt, dabei Gary passiert und dann nach Osten an Dawson vorbei durch den Lac qui Parle County strömt. Unter den weiteren Zuflüssen sind der 39 km lange Canby Creek, der nordostwärts auf dem Coteau den Westen des Yellow Medicine Countys und den Ort Canby durchfließt, sowie der Tenmile Creek, dessen 53 km langer Lauf in östlicher und nördlicher Richtung durch den Lac qui Parle County mit dem Ort Boyd führt.
Nach Angaben der Minnesota Pollution Control Agency sind in Minnesota 79 % der Landfläche des Einzugsgebietes von 2088 km² landwirtschaftlich genutzt, in erster Linie durch den Anbau von Mais und Sojabohnen.

## Abflussmenge
Am Pegel des United States Geological Surveys in der Nähe der Gemeinde Lac qui Parle betrug zwischen 1910 und 2005 im langjährigen Durchschnitt die Wassermenge des Flusses vier m³/s. Der höchste Wert wurde mit 484 m³/s am 10. April 1969 aufgezeichnet, der niedrigste Wert null m³/s trat in Trockenperioden mehrerer Jahre auf.